# Rana muta var. nigro-maculata
Espèce
"Rana" muta var. nigro-maculata est une espèce d'amphibiens de la famille des Ranidae dont la position taxonomique est incertaine (incertae sedis).

## Répartition
Cette espèce a été découverte en Italie.

## Publication originale
- Camerano, 1884 "1883" : Monografia degli anfibi anuri italiani. Memorie della Reale accademia delle scienze di Torino, sér. 2, vol. 35, p. 187-284 (texte intégral).